# Хайлигенкройц (Нижняя Австрия)
Хайлигенкройц (нем. Heiligenkreuz (Niederösterreich)) — коммуна (нем. Gemeinde) в Австрии, в федеральной земле Нижняя Австрия.
Входит в состав округа Баден. Население составляет 1422 человека (на 31 декабря 2005 года). Занимает площадь 29,5 км². Официальный код — 30 613.
Главная достопримечательность коммуны — старинный цистерцианский монастырь Хайлигенкройц.

## Политическая ситуация
Бургомистр коммуны — Йохан Рингхофер (АНП) по результатам выборов 2005 года.
Совет представителей коммуны (нем. Gemeinderat) состоит из 19 мест.
- АНП занимает 14 мест.
- СДПА занимает 5 мест.